# La Chapelle-Faucher
La Chapelle-Faucher är en kommun i departementet Dordogne i regionen Nouvelle-Aquitaine i sydvästra Frankrike. Kommunen ligger i kantonen Champagnac-de-Belair som tillhör arrondissementet Nontron. År 2022 hade La Chapelle-Faucher 386 invånare.

## Befolkningsutveckling
Antalet invånare i kommunen La Chapelle-Faucher
Referens:INSEE